# 伊萨克·哈拉特尼科夫
伊萨克·马尔科维奇·哈拉特尼科夫（俄语：Исаак Маркович Халатников，1919年10月17日—2021年1月9日），苏联及俄罗斯理论物理学家，俄罗斯科学院朗道理论物理研究所名誉所长。曾参与苏联首枚原子弹的研制工作。

## 生平
1919年生于乌克兰苏维埃社会主义共和国叶卡捷琳诺斯拉夫的一个犹太人家庭。1936年入读第聂伯罗彼得罗夫斯克国立大学物理系，1941年毕业，获得学士学位。在列夫·朗道的推荐下，他在苏德战争结束后进入苏联科学院物理问题研究所攻读研究生。1948年获副博士学位，1952年获全博士学位。1972年当选苏联科学院通讯院士，1984年当选院士。1964年开始担任苏联科学院朗道理论物理研究所所长。苏联解体后一直担任名誉所长。
1940年代末至1950年代初，他作为理论组成员参与苏联核武器的计算工作。1953年获斯大林奖。1974年获朗道奖。1994年当选英国伦敦皇家学会外籍会员。
自2020年8月19日起为俄罗斯科学院最年长院士。2021年1月9日在俄罗斯莫斯科州切爾諾戈洛夫卡逝世，终年101岁。